# William Jordan (Schauspieler)

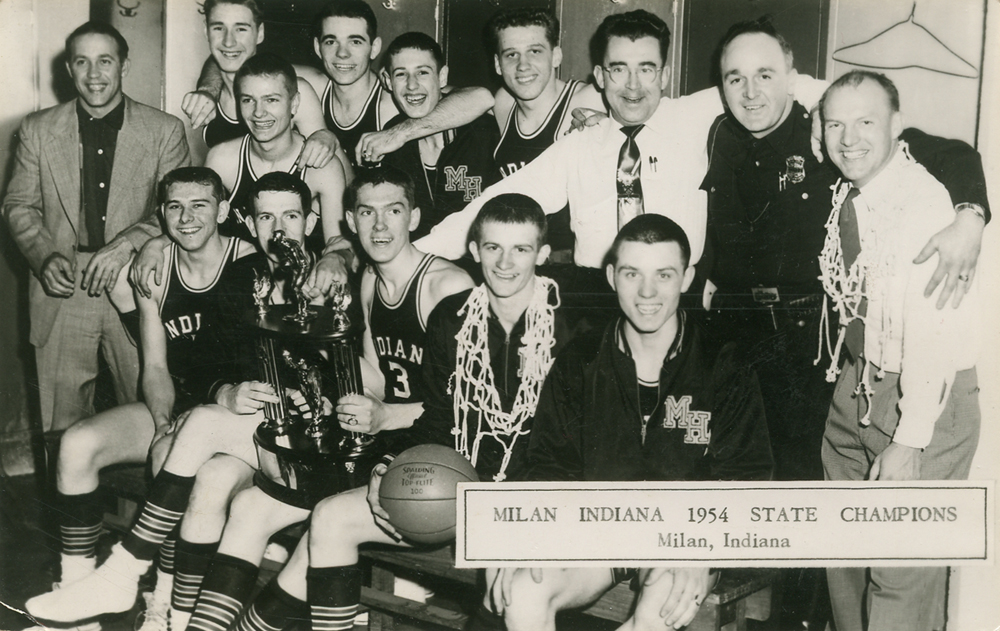
Milan High School Basketball-Team von 1954: Jordan in der oberen Reihe, vierter von rechts

William Cornelius Jordan (* 13. Oktober 1937 in Milan, Indiana) ist ein US-amerikanischer Schauspieler.

## Leben
Jordan wuchs in Milan im US-Bundesstaat Indiana auf, wo er die Milan High School besuchte. Als Schüler war er Mitglied der High-School-Basketballmannschaft „Indians“, die die Meisterschaft der Indiana High School Athletic Association (IHSAA) im Jahr 1954 gewann. Das Turnier und die Mannschaft von 1954 dienten als Vorlage für den Film Freiwurf.
Nach dem Ende seiner Schulzeit studierte Jordan zunächst Theater- und Medienwissenschaften an der Universität von Indiana in Bloomington, die er 1959 abschloss. Im Anschluss trat er der United States Air Force bei und diente als Offizier in Japan, Korea und später in New York City.
Ab dem 29. Dezember 1963 war er in erster Ehe mit Arline Marie Grody verheiratet; das Paar ließ sich im Mai 1970 scheiden. Seine zweite Frau France Mayotte heiratete er am 14. Oktober 1983.
In den 1970er Jahren zog er nach Kalifornien, wo er in Los Angeles und am Lake Arrowhead im San Bernardino County lebte.

## Karriere
Nach dem Ende seiner aktiven Militärlaufbahn kehrte Jordan zur Schauspielerei zurück; er spielte zunächst Theater in New York City am Broadway und Off-Broadway und später auch in Los Angeles.
Sein Filmdebüt hatte Jordan 1964 in Nichts als ein Mensch. Im Jahr 1966 folgte eine Rolle in der Fernsehserie Flipper. Eine wiederkehrende Rolle hatte er 1978 als Major Jake Gatlin in der ersten Staffel der Fernsehserie Project U.F.O. Im selben Jahr verkörperte er den verstorbenen US-Präsidenten John F. Kennedy in der NBC-Miniserie King.
Jordan arbeitet auch als Voice Actor, Sprecher für Hörbücher und war in zahlreichen Werbespots zu hören und zu sehen.
Er ist Mitglied der Academy of Motion Picture Arts and Sciences (AMPAS) sowie der Screen Actors Guild‐American Federation of Television and Radio Artists (SAG-AFTRA), die aus dem Zusammenschluss der Screen Actors Guild mit der American Federation of Television and Radio Artists (AFTRA) entstand.
Im deutschen Sprachraum wurde Jordan unter anderem von Friedrich Georg Beckhaus, Hubertus Bengsch, Detlef Bierstedt, Lothar Blumhagen, Michael Chevalier, Joscha Fischer-Antze, Karl-Heinz Grewe, Fritz von Hardenberg, Joachim Kerzel, Klaus-Dieter Klebsch, Günter König, Randolf Kronberg, Peter Lakenmacher, Kurt E. Ludwig, Dieter Memel, Tommi Piper, Friedhelm Ptok, Thomas Reiner, Christian Rode, Stefan Staudinger und Manuel Vaessen synchronisiert.

## Filmografie (Auswahl)

### Film
- 1964: Nichts als ein Mensch (Nothing but a Man)
- 1967: Among the Paths to Eden (Fernsehfilm)
- 1970: Ein Mann, den sie Pferd nannten
- 1970: To Catch a Pebble
- 1972: Deathmaster
- 1972: Die Rache ist mein (Rage)
- 1973: Gefährlicher Ruf (Call to Danger; Fernsehfilm)
- 1973: Blue Demon y Zovek en La invasión de los muertos
- 1974: Zeuge einer Verschwörung
- 1975: Die Gangsterschlacht von Kansas City (The Kansas City Massacre; Fernsehfilm)
- 1976: Hallmark Hall of Fame: The Disappearance of Aimee (Fernsehfilm)
- 1977: The Trial of Lee Harvey Oswald (Fernsehfilm)
- 1977: Ich bin der Boss – Skandal beim FBI (The Private Files of J. Edgar Hoover)
- 1978: U-Boot in Not
- 1978: Die Buddy Holly Story
- 1979: Fürs Vaterland zu sterben (Friendly Fire; Fernsehfilm)
- 1983: Alpträume (Nightmares)
- 1983: Hambone and Hillie
- 1986: Der Callgirl Club (Fernsehfilm)
- 1991: Operation Haifisch – Lautlos kommt der Tod (Mission of the Shark: The Saga of the U.S.S. Indianapolis; Fernsehfilm)
- 1996: Kingpin – Zwei Trottel auf der Bowlingbahn
- 1997: Contact
- 2005: Brooklyn Lobster
- 2008: Terra Firma (Kurzfilm)

### Fernsehen
- 1966: Flipper
- 1966: Hawk
- 1967: The Rat Patrol
- 1967–1969: Bonanza
- 1968: Judd, for the Defense
- 1968: Daktari
- 1968: High Chaparral
- 1968: Big Valley
- 1972: Mannix
- 1972: The Sixth Sense
- 1973: Griff
- 1973: Der Magier (The Magician)
- 1973–1974: Die Straßen von San Francisco
- 1974: The New Perry Mason
- 1974–1977: Detektiv Rockford – Anruf genügt
- 1975: Cannon
- 1975: Die Küste der Ganoven
- 1977: Lucan
- 1978: King (Miniserie)
- 1978: Project U.F.O.
- 1980: Beyond Westworld
- 1980–1981: Secrets of Midland Heights
- 1980–1982: Lou Grant
- 1983: Simon & Simon
- 1984: Kampf um Yellow Rose (The Yellow Rose)
- 1984: Lotterie (Lottery!)
- 1984: Agentin mit Herz
- 1986: Knight Rider
- 1986: T. J. Hooker
- 1988: High Mountain Rangers
- 1989: Paradise – Ein Mann, ein Colt, vier Kinder
- 1990: Unter der Sonne Kaliforniens
- 1990: L.A. Law – Staranwälte, Tricks, Prozesse
- 1993: Palm Beach-Duo
- 1997: Walker, Texas Ranger
- 1998: Mowgli – Neue Abenteuer aus dem Dschungel (Mowgli: The New Adventures of the Jungle Book)
- 2016: Lego Bionicle: Das Abenteuer beginnt (Stimme)

## Theater (Auswahl)
- Tod eines Handlungsreisenden (New York)
- Wer hat Angst vor Virginia Woolf? (New York)
- Die Glasmenagerie (New York)
- Der Löwe im Winter (New York)
- Bye Bye Birdie (1960–1961; Broadway)
- We Have Always Lived in the Castle (1966; Broadway)
- Warte, bis es dunkel ist (1966; Broadway)
- The Displaced Person (1966; Off-Broadway)
- Die Dreigroschenoper (Los Ageles)
- Catch My Soul (Los Ageles)
- P.S. Your Cat Is Dead (Los Ageles)
- A Tale Told (Los Ageles)
- Bye Bye Birdie (2009–2010; Broadway)